# Курская АЭС-2
Курская АЭС-2 — строящаяся атомная электростанция в Курской области России, непосредственно возле Курской АЭС. Целью сооружения Курской АЭС-2 является замещение выбывающих из эксплуатации энергоблоков Курской АЭС.

## История строительства
Станция планируется как станция замещения Курской АЭС, по мере истечения у той ресурса, поэтому первые два энергоблока Курской АЭС-2 должны быть введены в строй до выведения двух первых блоков Курской АЭС (ориентировочно 2020 год). В связи с этим Росэнергоатом в 2012 году пытался сократить сроки строительства с введением первых блоков в 2019—2021 годах, однако в данный момент физический пуск 1-го блока запланирован на 2024 год, ввод в эксплуатацию — на 2025 год.
Главным конструктором реакторной установки является опытное конструкторское бюро Гидропресс, научным руководителем проекта Курской АЭС-2 — национальный исследовательский центр Курчатовский институт, исполнителем инженерных изысканий и разработчиком базовой части проекта — Атомэнергопроект (в 2015 году вошёл в состав Инжинирингового дивизиона Госкорпорации Росатом).
Строительство Курской АЭС-2 предусмотрено в утверждённом в ноябре 2013 года Правительством РФ документе — «Схема территориального планирования РФ в области энергетики», где определены сроки сооружения энергоблоков № 1, 2, 3, 4 Курской АЭС-2.
Основной социально-экономический эффект состоит в снижении рисков энергодефицита в регионе и поставки электроэнергии в объединённую энергосистему Центра.
Предусматривается реализация проекта энергоблоков нового поколения ВВЭР-ТОИ повышенной безопасности и улучшенных технико-экономических характеристик.

### 2013 год
23 января в Курчатове состоялось официальное открытие офиса дирекции генерального подрядчика по строительству Курской АЭС-2 (филиал Нижегородской инжиниринговой компании «Атомэнергопроект»).
31 января объявлено о начале проведения подготовительных работ, в частности, по проектированию гидротехнических сооружений и схемы выдачи мощности, закупке оборудования.
12 сентября в г. Курчатове прошли общественные слушания по вопросу строительства Курской АЭС-2.

### 2014 год
5 сентября была заложена памятная капсула в основание нового автодорожного моста на площадке сооружения станции замещения Курская АЭС-2.
На 25 сентября на строительной площадке работало 650 человек. К концу года число строителей планировалось довести до 2000 человек.

### 2015 год
26 марта 2015 года досрочно завершено сооружение временного технологического моста через реку Сейм. Мост является также дюкером, соединяющим головной и хвостовой бьеф водоёма-охладителя.

### 2016 год
31 мая 2016 года получено решение Федеральной службы по экологическому, технологическому и атомному надзору РФ (Ростехнадзор) о выдаче лицензии на сооружение Курской АЭС-2.

### 2017 год
Построен железнодорожный мост через Сейм.
21 декабря 2017 года началось армирование фундаментной плиты 1-го энергоблока, а также в неё торжественно был заложен памятный знак — муфта с надписью: «Будущее закладывается сегодня. Первая муфта инновационного энергоблока ВВЭР-ТОИ».

### 2018 год
21 февраля 2018 года завершён начальный этап монтажа первого из пяти 40-тонных башенных кранов GIRAFFE TDK-40.1100 российского производства.
29 апреля 2018 года залиты первые кубометры бетона в фундаментную плиту реакторного здания энергоблока № 1.
2 июля 2018 года закончена заливка фундаментной плиты реакторного здания энергоблока № 1. Всего было уложено более 16 тысяч кубометров самоуплотняющейся бетонной смеси. Разработка состава бетонной смеси выполнена специалистами АО «Всероссийский научно-исследовательский институт гидротехники имени Б. Е. Веденеева». Изготовление и доставку бетонной смеси производили ООО НПО «КВАНТ» и ООО «ЮМИС».
5 июля 2018 года начата заливка контурных стен реакторного здания энергоблока № 1.
8 августа 2018 года специалисты ООО «Трест Росспецэнергомонтаж» (Трест РосСЭМ) завершили первый этап по возведению стен реакторного отделения энергоблока № 1 — возвели стены с отметки −5,400 до отметки −2,150. Так же сотрудники треста выполнили работы по монтажу укрупнённых арматурных блоков общей массой 413 тонн и уложили 859 кубических метров бетона.
15 октября 2018 года на территорию АЭС-2 поставлена ловушка расплава энергоблока № 1.
1 ноября 2018 года на площадке сооружения 2-го энергоблока начались первые электромонтажные работы — датчиков автоматизированной системы контроля напряженно-деформированного состояния. Работы на основании для реакторного здания 2-го энергоблока проводятся до заливки «первого бетона», дата которого принята за начало возведения энергоблока.
13 ноября 2018 года на энергоблоке № 1 начат монтаж устройства локализации расплава: на штатное место установлен первый элемент устройства — корпус ловушки.

### 2019 год
15 апреля начато строительство второго энергоблока.
21 июня завершено бетонирование фундаментной плиты вспомогательного реакторного здания энергоблока № 2.
15 июля завершено бетонирование перекрытия кольцевого коридора системы преднапряжения защитной оболочки энергоблока № 1.
28 августа завершено бетонирование фундаментной плиты здания энергоснабжения энергоблока № 2.
30 сентября на энергоблоке № 1 завершился монтаж второго яруса внутренней защитной оболочки реактора.
25 ноября на энергоблока № 2 установили в проектное положение корпус устройства локализации расплава активной зоны, так называемую «ловушку расплава».

### 2020 год
8 июля на энергоблоке № 1 начато сооружение градирни, которая станет самой высокой в России.

### 2022 год
1 сентября в «чистой зоне» первого энергоблока началась сварка главного циркуляционного трубопровода диаметром 850 мм, что означало начало монтажа основного энергетического оборудования. Необходимо было сварить вручную 32 стыка и смонтировать более 250 тонн трубопроводов и металлоконструкций. По плану на операцию отводилось 80 дней. 25 октября сварка и термическая обработка соединений были завершены, то есть через 55 суток, что являлось на 2022 год абсолютным рекордом для данной операции. Сокращения длительности работ удалось достичь за счёт оптимизации организации и технологии на основе предыдущего опыта.
В конце октября 2022 завершено возведение 179-метровой башенной испарительной градирни энергоблока № 1, процесс сооружения которой занял 2 года 10 месяцев. Только на вытяжную башню пошло 14 000 кубометров бетона общей массой 35 000 тонн. Далее — монтаж внутренних конструкций (сборного железобетона внутри градирни под водоуловителями, а также водоподъемных магистралей и подводящих трубопроводов).

### 2023 год
20 ноября на стройплощадку доставлен корпус атомного реактора для второго энергоблока.

### 2025 год
На 20 марта степень готовности обоих блоков около 68%.

## Руководство
- Ошарин Андрей Иванович — Первый заместитель директора по сооружению новых блоков филиала АО «Концерн Росэнергоатом» «Курская атомная станция».

## Информация об энергоблоках
| Энергоблок       | Тип реакторов | Мощность | Мощность | Начало строительства | Подключение к сети | Ввод в эксплуатацию | Закрытие |
| Энергоблок       | Тип реакторов | Чистая   | Брутто   | Начало строительства | Подключение к сети | Ввод в эксплуатацию | Закрытие |
| ---------------- | ------------- | -------- | -------- | -------------------- | ------------------ | ------------------- | -------- |
| Курск 2-1        | ВВЭР-ТОИ      | 1115 МВт | 1255 МВт | 29.04.2018           | 2025 (план)        | 2025-2026 (план)    |          |
| Курск 2-2        | ВВЭР-ТОИ      | 1115 МВт | 1255 МВт | 15.04.2019           | 2027 (план)        | 2027-2028 (план)    |          |
| Курск 2-3 (план) | ВВЭР-ТОИ      | 1115 МВт | 1255 МВт |                      |                    | не ранее 2034       |          |
| Курск 2-4 (план) | ВВЭР-ТОИ      | 1115 МВт | 1255 МВт |                      |                    | не ранее 2035       |          |